# Et si on faisait l'amour ?
Pour plus de détails, voir Fiche technique et Distribution.
Et si on faisait l'amour ? (titre original : Scusi, facciamo l'amore?) est une comédie à l'italienne réalisée par Vittorio Caprioli et sortie en 1968.

## Synopsis
Lallo di San Marciano arrive à Milan en provenance de Naples après la mort de son père Bebe, pour assister aux funérailles. Mais finalement, au lieu d'assister à l'enterrement, il déserte pour rencontrer la maîtresse de son père, la comtesse Giuditta, qui entretenait ce dernier. Comme son père ne possédait rien, à part une série de vêtements élégants, Lallo est accueilli dans la maison de son oncle Carlo.
Lallo commence à fréquenter le Milan grand-bourgeois et aisé des amis de sa tante, avec qui il tisse une série de relations afin d'être entretenu. Il a également eu pendant un temps une relation avec sa tante Lidia, brutalement interrompue par le départ de son oncle, en raison des problèmes juridiques de ce dernier.
Après une série d'autres relations avec de riches femmes milanaises, las de la vie qu'il mène, il est accueilli par Giuditta et mis au travail à son service. Cependant, Lallo tombe amoureux de sa fille, Sveva, qui est sur le point d'épouser le directeur de l'entreprise, Gianmarco Borghini. La mère, afin de ne pas ruiner le mariage, raconte à Lallo le mensonge selon lequel Sveva et lui sont des demi-frère et sœur.
Lallo décide de se faire entretenir par un riche baron allemand, qui avait remporté lors d'une vente aux enchères à Cortina d'Ampezzo de précieux boutons de manchette portant ses initiales.

## Fiche technique
Sauf indication contraire, les informations mentionnées dans cette section peuvent être confirmées par la base de données cinématographiques IMDb,  présente dans la section « Liens externes ».
- Titre en français : Et si on faisait l'amour ?[2]
- Titre original italien : Scusi, facciamo l'amore?[3]
- Réalisation : Vittorio Caprioli
- Scenario :	Vittorio Caprioli, Enrico Medioli, Franca Valeri
- Photographie :	Ruggero Mastroianni
- Montage : Ruggero Mastroianni
- Musique : Ennio Morricone
- Costumes : Ferdinando Scarfiotti
- Trucages : Francesco Freda
- Production : Alberto Grimaldi, Georges Laurent[2]
- Société de production : Les Productions Artistes Associés, Produzioni Europee Associate
- Pays de production :  Italie -  France
- Langue originale : Italien
- Format : Couleur par Technicolor - 2,35:1 - Son mono - 35 mm
- Durée : 92 minutes[3]
- Genre : comédie à l'italienne
- Dates de sortie :
  - Italie : 13 septembre 1968
  - France : 20 août 1969[2]

## Distribution
- Pierre Clémenti : Lallo di San Marciano
- Beba Loncar : Tante Lidia
- Carlo Caprioli : Oncle Carlo
- Valentina Cortese : La mère de Lallo
- Massimo Girotti : Tassi
- Franca Valeri : Diraghi
- Edwige Feuillère : Giuditta
- Juliette Mayniel : Gilberta
- Tanya Lopert : Flavia
- Claudine Auger : Ida Bernasconi
- Martine Malle : Sveva
- Amerigo Tot (hu) : Baronne von Tummler